# Снежная (Курганская область)
Снежная — деревня в Кетовском районе Курганской области. Входит в состав Светлополянского сельсовета.

## История
До 1917 года входила в состав Сычевской волости Курганского уезда Тобольской губернии. По данным на 1926 год деревня Маркова 1-я состояла из 156 хозяйств. В административном отношении входила в состав Марковского сельсовета Варгашинского района Курганского округа Уральской области.

## Население
| 1989 | 2002 | 2010 |
| ---- | ---- | ---- |
| 133  | ↘75  | ↘66  |

По данным переписи 1926 года в деревне проживало 735 человек (352 мужчины и 383 женщины), в том числе: русские составляли 99 % населения.